# ألبرت فريتز (سياسي)
ألبرت فريتز هو سياسي جنوب أفريقي، ولد في 1 يوليو 1959 في Woodstock, Cape Town ‏ في جنوب أفريقيا. نشط حزبياً في التحالف الديمقراطي.

## مناصب
- انتخب عضو الجمعية الوطنية لجنوب أفريقيا ‏.
- انتخب Minister of Community Safety ‏ (23 مايو 2019 – ).
- انتخب Minister of Social Development ‏ (21 مايو 2014 – 5 مارس 2019).
- انتخب Member of Provincial Parliament (Western Cape) [الإنجليزية]‏ وقد انضم خلال فترته النيابية ‏ (22 مايو 2019 – ) للكتلة البرلمانية التحالف الديمقراطي.
- انتخب Minister of Community Safety ‏ (13 سبتمبر 2010 – 31 مايو 2011).
- انتخب Minister of Social Development ‏ (1 يونيو 2011 – 2014).
- انتخب Member of Provincial Parliament (Western Cape) [الإنجليزية]‏ عن دائرة Western Cape ‏ وقد انضم خلال فترته النيابية ‏ (21 مايو 2014 – 5 مارس 2019) للكتلة البرلمانية التحالف الديمقراطي.